# Черетти, Виттория
Виттория Черетти (итал. Vittoria Ceretti; род. 7 июня 1998, Брешиа, Ломбардия) — итальянская топ-модель.
Сайт Models.com причисляет Черетти к новому поколению супермоделей. Известная своей универсальностью, Черетти сумела стать одной из самых известных супермоделей.
По состоянию на 2023 год она приняла участие почти в 400 показах мод и 23 раза украшала обложку журнала Vogue.

## Биография
Черетти родилась в Брешии в семье Джузеппе Черетти, владельца компании по производству напольных покрытий, и Франчески (урождённой Лаццари), домохозяйки. В возрасте 14 лет она участвовала в конкурсе Elite Model Look в Италии, где была выбрана финалисткой.

## Карьера
Виттория Черетти начала свою карьеру, приняв участие в конкурсе Elite Model Look в 2012 году. Её дебютом на подиуме был показ Dolce & Gabbana SS2014. Она принимала участие в показах в Нью-Йорке, Лондоне, Милане и Париже для таких знаменитых брендов, как Chanel, Proenza Schouler, Michael Kors, Anna Sui, Tommy Hilfiger, Tom Ford, Marc Jacobs, JW Anderson, Burberry, Versace, Etro, Salvatore Ferragamo, Roberto Cavalli, Dior, Valentino, Louis Vuitton, Hermes, Lanvin, Miu Miu, Yves Saint Laurent и Givenchy.
В 2014 году Виттория была выбрана Dolce & Gabbana в качестве главной героини кампании «Fall/Winter» и «Красота», и была подтверждена в 2015 и 2016 годах. В 2015 году она была выбрана в качестве лица осенне-зимней кампании Giorgio Armani. В сентябре 2015 года она входит в топ «50 лучших моделей» по версии сайта models.com. В июле 2016 года она появилась на обложке итальянского Vogue Стивена Майзела. Также в 2016 году Виттория Черетти стала лицом косметических кампаний Armani, Prada и Givenchy, авторами которых являлись Мерт Алас и Маркус Пигготт со Стивеном Майзелем.
В 2017 году Виттория стала моделью года на ежегодной премии «Readers Choice Awards» от ''models.com'' и появляется вместе с Ириной Шейк, Джулией Нобис, Кэролайн Мерфи и Ракель Циммерманн в рекламной кампании Alberta Ferretti SS, созданной фотографом Стивеном Майзелом.
В том же году она была выбрана в качестве главного героя кампании Alexander McQueen SS2017, созданной Джейми Хоуксвортом, и принимала участие вместе с Джиджи Хадид и Беллой Хадид в рекламной кампании Fendi SS 2017. Также Черетти появляется в кампании Bottega Veneta SS2017.
В феврале 2017 Виттория появляется на обложке японского Vogue, в марте на Vogue US, а в мае — Vogue Paris, сделанной Inez & Vinoodh и Марио Тестино. Модель также появляется на сентябрьской обложке Vogue Italia, фотографами которой были Mert Alas & Marcus Piggott, и на ноябрьской обложке Vogue Germany, сделанной Luigi & Iango. На обложке Vogue Japan (выпуск за сентябрь 2017) Виттория Черетти снялась вместе с Даутцен Круз, Анной Эверс, Джоан Смоллс, Ларой Стоун и Наташей Поли, сфотографированными дуэтом Luigi & Lango. В 2017 году Виттория также была выбрана в качестве лица для кампании «Versace» Брюса Вебера, наряду с моделями Джиджи Хадид, Мика Арганараз и Тейлор Хилл.
В 2018 году она снялась для майской обложки британского Vogue под руководством нового главного редактора Эдварда Эннинфул. Знаменитый Крейг МакДин, фотограф этой обложки, изображает Витторию и восемь других моделей как новых главных героев международной моды.
Последнии кампании 2018 года с Витторией Черетти: Tiffany & Co. «All You Need Love Fragrance 2018» (Стивен Мейзел), Proenza Schouler «Arizona Fragrance» (Тайлор Лебон), Fendi SS2018 (Карл Лагерфельд) , Zara SS2018 (Стивен Мейзел), Versace FW2018, Moschino FW2018, Chanel Beauty 2018, Chanel SS2018, Alberta Ferretti (Марио Сорренти), Alexander McQueen FW2018 и Bottega Veneta SS2018 (Максим Побланк).

## Личная жизнь
С 2023 года встречается с Леонардо Ди Каприо.